# لنت (برمجية)
لنت أداة من أدوات يونكس للتعليم على الأجزاء غير السليمة من النص البرمجي ب‍لغة سي.